# Lijst van voetbalinterlands Noord-Ierland - Tsjechië
Deze lijst van voetbalinterlands is een overzicht van alle officiële voetbalwedstrijden tussen de nationale teams van Noord-Ierland en Tsjechië. De landen speelden tot op heden zeven keer tegen elkaar. De eerste ontmoeting, een kwalificatiewedstrijd voor het Wereldkampioenschap voetbal 2002, werd gespeeld in Belfast op 24 maart 2001. Het laatste duel, een vriendschappelijke wedstrijd, vond plaats op 14 oktober 2019 in Praag.

## Wedstrijden
| № | Datum   | Plaats            | Competitie           | Wedstrijd                | Uitslag |
| - | ------- | ----------------- | -------------------- | ------------------------ | ------- |
| 1 | Belfast | 24 maart 2001     | WK 2002 kwalificatie | Noord-Ierland – Tsjechië | 0 – 1   |
| 2 | Teplice | 6 juni 2001       | WK 2002 kwalificatie | Tsjechië – Noord-Ierland | 3 – 1   |
| 3 | Belfast | 10 september 2008 | WK 2010 kwalificatie | Noord-Ierland – Tsjechië | 0 – 0   |
| 4 | Praag   | 14 oktober 2009   | WK 2010 kwalificatie | Tsjechië – Noord-Ierland | 0 – 0   |
| 5 | Praag   | 4 september 2016  | WK 2018 kwalificatie | Tsjechië – Noord-Ierland | 0 – 0   |
| 6 | Belfast | 4 september 2017  | WK 2018 kwalificatie | Noord-Ierland – Tsjechië | 2 – 0   |
| 7 | Praag   | 14 oktober 2019   | Vriendschappelijk    | Tsjechië − Noord-Ierland | 2 − 3   |

## Samenvatting
| Competitie        | Totaal gespeeld | Winst Noord-Ierland | Gelijk | Winst Tsjechië | Doelsaldo Noord-Ierland – Tsjechië |
| ----------------- | --------------- | ------------------- | ------ | -------------- | ---------------------------------- |
| WK-kwalificatie   | 6               | 1                   | 3      | 2              | 3 − 4                              |
| Vriendschappelijk | 1               | 1                   | 0      | 0              | 3 − 2                              |
| Totaal            | 7               | 2                   | 3      | 2              | 6 − 6                              |

## Details

### Derde ontmoeting
| WK 2010 kwalificatie (Belfast, Noord-Ierland), 10 september 2008): |       |          |
| Noord-Ierland                                                      | 0 – 0 | Tsjechië |
|                                                                    | goals |          |

### Vierde ontmoeting
| WK 2010 kwalificatie (Praag, Tsjechië), 14 oktober 2009): |       |               |
| Tsjechië                                                  | 0 – 0 | Noord-Ierland |
|                                                           | goals |               |

### Vijfde ontmoeting
| WK 2018 kwalificatie (Praag, Tsjechië), 4 september 2016): |       |               |
| Tsjechië                                                   | 0 – 0 | Noord-Ierland |
|                                                            | goals |               |